# 都善
都善（英語：Do Shin，代號Q08）是香港西貢區議會下轄的選區，2015年設立，2023年取消，末任區議員為民生圓桌成員張展鵬。

## 範圍
選區位於調景嶺，由都會駅和善明邨組成，名稱亦從兩屋苑取出首字而成，與其相連的選區有維景、健明與及彩健，投票站設於天主教聖安德肋小學。

## 沿革
2011年區議會選舉，落成不久的都會駅和善明邨分別位於維都選區和健善選區。因應維都、健善兩個選區高於人口標準125%的法定上限，選管會2014年將分屬兩區的都會駅和善明邨劃為新選區都善。
2015年區議會選舉，選區吸引到三派四人爭奪，有中間派專業動力友好張展鵬、被指獲建制派支持的莫繡安、屬泛民主派的人民力量／前綫蘇浩和獅子山學會孫柏文，當中張、孫有鄰近的區議員支持（分別為陳繼偉及何民傑），其中張、莫以獨立身份參選。在四人混戰下，張展鵬以稍過四成票，多於另外三人各自約兩成的得票當選。
2018年因民主黨將軍澳民生關注組就本區參選人引起爭議，結果2018年12月屬前綫系的民主黨員退黨，2019年5月有關成員組合為區政聯盟，將軍澳民生關注組亦有成員加入。
2019年區議會選舉，專業動力張展鵬爭取連任，而建制派莫繡安上屆落選後以民建聯成員身份轉到厚德邨參選，未有參選本區，民主派則有上兩屆於中西區西環落敗的民主黨莊榮輝及將軍澳民生關注組李栢棠參選，形成三人競爭局面。不過在2016年立法會選舉，李曾經為新民黨的容海恩拉票，令人質疑李的民主派身份。另一方面專業動力雖然以「中間派」自居，但今屆獲建制派「禮讓」，在將軍澳南多區均沒有派出候選人；選前更加有聲稱是工聯會的支持名單流出，專業動力有多人「榜上有名」，張亦是其中一人，最終張展鵬以接近50%得票成功連任。2022年1月，張聯同西貢區議會議員張美雄及前議員陳繼偉退出專業動力，並另牽頭成立中間派的智庫組織民生圓桌。

## 歷屆議員
| 屆別           | 議員   | 政治聯繫            | 政治聯繫 |
| -------------- | ------ | ------------------- | -------- |
| 2016年－2019年 | 張展鵬 |                     | 專業動力 |
| 2020年－2023年 | 張展鵬 | 專業動力 → 民生圓桌 |          |

## 歷屆選舉結果
| 政党   | 政党             | 候选人    | 票数  | %     | ±      |
| ------ | ---------------- | --------- | ----- | ----- | ------ |
|        | 民主黨           | ①. 莊榮輝 | 1,741 | 33.28 | 不適用 |
|        | 將軍澳民生關注組 | ②. 李栢棠 | 927   | 17.67 | 不適用 |
|        | 專業動力         | ③. 張展鵬 | 2,569 | 49.05 | +7.63  |
| 多数票 | 多数票           | 多数票    | 828   | 15.77 | 不適用 |

| 政党   | 政党       | 候选人    | 票数  | %     | ±      |
| ------ | ---------- | --------- | ----- | ----- | ------ |
|        | 人民力量   | ①. 蘇浩   | 572   | 19.48 | 新選區 |
|        | 獨立       | ②. 莫繡安 | 617   | 21.01 | 新選區 |
|        | 獅子山學會 | ③. 孫柏文 | 531   | 18.09 | 新選區 |
|        | 專業動力   | ④. 張展鵬 | 1,216 | 41.42 | 新選區 |
| 多数票 | 多数票     | 多数票    | 599   | 20.41 | 新選區 |